# 小行星3142
小行星3142（3142 Kilopi）是一颗围绕太阳公转的小行星。1937年1月9日，安德烈·帕特里在尼斯发现了此天体。
該小行星以「1000 × π」命名。
这颗小行星的绝对星等为188.59493等。